# Östhammars kommun
Östhammars kommun är en kommun i Uppsala län. Centralort är Östhammar.
I öster gränsar kommunen till Norrtälje kommun i Stockholms län. I söder gränsar kommunen till Uppsala kommun och i väster till Tierps kommun. På ön Märket i Ålands hav har kommunen landgräns till Hammarlands kommun i Landskapet Åland i Finland.
I den östra delen av kommunen ligger skärgården med öar som Gräsö, Vässarö, Tvärnö, Raggarö, Fälön och Ormön.

## Administrativ historik
Kommunens område motsvarar socknarna Alunda, Börstil, Dannemora, Ekeby, Film, Forsmark, Gräsö, Harg, Hökhuvud, Morkarla, Skäfthammar och Valö. I dessa socknar bildades vid kommunreformen 1862 landskommuner med motsvarande namn. I området fanns även Östhammars stad och Öregrunds stad som 1863 bildade var sin stadskommun. 
Vid kommunreformen 1952 bildades i området storkommunerna Dannemora (av de tidigare kommunerna Dannemora, Film och Morkarla), Frösåker (av Börstil, Forsmark, Harg, Hökhuvud och Valö) samt Oland (av Alunda, Ekeby, Skäfthammar, Stavby och Tuna). Samtidigt uppgick Gräsö landskommun i Öregrunds stad medan Östhammars stad förblev oförändrad. 1957 införlivades dock Frösåkers landskommun i Östhammars stad.
1967 uppgick stadskommunen Öregrunds stad i Östhammars stad. Östhammars kommun bildades vid kommunreformen 1971 genom en ombildning av Östhammars stad och samtidigt överfördes området från Stockholms län till Uppsala län. 1974 införlivades Dannemora kommun samt delar ur Olands kommun (Alunda, Ekeby och Skäfthammars församlingar).
| Tabell över kommunsammanslagningarna efter 1863 | Tabell över kommunsammanslagningarna efter 1863 | Tabell över kommunsammanslagningarna efter 1863 | Tabell över kommunsammanslagningarna efter 1863 | Tabell över kommunsammanslagningarna efter 1863 | Tabell över kommunsammanslagningarna efter 1863 | Tabell över kommunsammanslagningarna efter 1863 | Tabell över kommunsammanslagningarna efter 1863 | Tabell över kommunsammanslagningarna efter 1863 |
| --- | ----------------------------------------------- | ----------------------------------------------- | ----------------------------------------------- | ----------------------------------------------- | ----------------------------------------------- | ----------------------------------------------- | ----------------------------------------------- | ----------------------------------------------- |
| Tabellen nedan visar kommunsammanslagningarna till nuvarande Östhammars kommun från 1863 och framåt. De mörkgråa landskommunerna var de delar av storkommunerna som gick till andra kommuner än Östhammars i slutändan. Färgerna antyder att man försökte hålla ihop häraderna när storkommunerna bildades. Tabellen illustrerar även att reformer sällan genomförs i ett steg: det behövs även förplanering, försök, steg, och efterjusteringar. |                                                 |                                                 |                                                 |                                                 |                                                 |                                                 |                                                 |                                                 |
| Kommunsammanslagningarna till Östhammars kommun |                                                 |                                                 |                                                 |                                                 |                                                 |                                                 |                                                 |                                                 |
| före reformerna | före reformerna                                 | efter reformen 1862                             | dito 1952                                       | dito 1952                                       | dito 1952                                       | dito 1971                                       | dito 1971                                       |                                                 |
| -1862 | -1862                                           | 1863-1951                                       | 1952-56                                         | 1957-66                                         | 1967-70                                         | 1971-73                                         | 1974-                                           |                                                 |
| härad | socken, stad                                    | lands-, stadskommun                             | "storkommun"                                    | "storkommun"                                    | "storkommun"                                    | enhetlig kommun                                 | enhetlig kommun                                 |                                                 |
| – | Östhammars stad                                 | Östhammars stad                                 | Östhammars stad                                 | Östhammars stad                                 |                                                 |                                                 |                                                 |                                                 |
| – | Öregrunds stad                                  | Öregrunds stad                                  |                                                 |                                                 |                                                 |                                                 |                                                 |                                                 |
| | Gräsö sn                                        | Gräsö ln                                        |                                                 |                                                 |                                                 |                                                 |                                                 |                                                 |
| Frösåker | Börstils sn                                     | Börstils ln                                     | Frösåkers ln                                    |                                                 |                                                 | Östhammars kn                                   | Östhammars kn                                   |                                                 |
| Frösåker | Forsmarks sn                                    | Forsmarks ln                                    | Frösåkers ln                                    |                                                 |                                                 | Östhammars kn                                   | Östhammars kn                                   |                                                 |
| Frösåker | Hargs sn                                        | Hargs ln                                        | Frösåkers ln                                    |                                                 |                                                 | Östhammars kn                                   | Östhammars kn                                   |                                                 |
| Frösåker | Valö sn                                         | Valö ln                                         | Frösåkers ln                                    |                                                 |                                                 | Östhammars kn                                   | Östhammars kn                                   |                                                 |
| | Hökhuvuds sn                                    | Hökhuvuds ln                                    | Frösåkers ln                                    |                                                 |                                                 | Östhammars kn                                   | Östhammars kn                                   |                                                 |
| | Hökhuvuds sn                                    | Hökhuvuds ln                                    | Frösåkers ln                                    |                                                 |                                                 | Östhammars kn                                   | Östhammars kn                                   |                                                 |
| Oland | Dannemora sn                                    | Dannemora ln                                    | Dannemora ln                                    |                                                 |                                                 | Dannemora kn                                    |                                                 |                                                 |
| Oland | Films sn                                        | Films ln                                        | Dannemora ln                                    |                                                 |                                                 | Dannemora kn                                    |                                                 |                                                 |
| Oland | Morkarla sn                                     | Morkarla ln                                     | Dannemora ln                                    |                                                 |                                                 | Dannemora kn                                    |                                                 |                                                 |
| Oland | Alunda sn                                       | Alunda ln                                       | Olands ln                                       |                                                 |                                                 | Olands kn                                       |                                                 |                                                 |
| Oland | Ekeby sn                                        | Ekeby ln                                        | Olands ln                                       |                                                 |                                                 | Olands kn                                       |                                                 |                                                 |
| Oland | Skäfthammars sn                                 | Skäfthammars ln                                 | Olands ln                                       |                                                 |                                                 | Olands kn                                       |                                                 |                                                 |
| Oland | Stavby sn                                       | Stavby ln                                       | Olands ln                                       | Uppsala kn                                      |                                                 | Olands kn                                       |                                                 |                                                 |
| | Tuna sn                                         | Tuna ln                                         | Olands ln                                       | Uppsala kn                                      |                                                 | Olands kn                                       |                                                 |                                                 |
| Rasbo | Rasbo sn                                        | Rasbo ln                                        | Rasbo ln                                        | Rasbo ln                                        |                                                 | Olands kn                                       |                                                 |                                                 |
| Rasbo | Rasbokils sn                                    | Rasbokils ln                                    | Rasbo ln                                        | Rasbo ln                                        |                                                 | Olands kn                                       |                                                 |                                                 |

Kommunen ingick från bildandet till 2005 i Tierps domsaga, före 1 april 1980 benämnd Uppsala läns norra domsaga. Kommunen ingår sedan 2005 i Uppsala domsaga.
Kommunen ingår sedan 2010 i Förvaltningsområdet för finska. 

## Geografi

### Topografi och hydrografi
Östhammar utgör en jämn och flack kommun i norra Roslagen. Berggrunden präglas av granit, gnejs och leptit, eroderad till en slät överyta. Den täcks av kalkrik, skogklädd morän med områden av odlad lera, särskilt kring Alunda, i Olandsåns dalgång och sporadiskt i kustområdena. Gräsö utmärker sig med småskaligt jordbruk, där små åkrar och kala hällar varierar landskapet. 
Skärgårdslandskapet expanderar över tid med nya öar, kobbar och skär på grund av landhöjningen, vilket präglar områdets unika karaktär.
Nedan presenteras andelen av den totala ytan 2020 i kommunen jämfört med riket.
|  | Bebyggelse (4,5 %) |

|  | Skog (73,9 %) |

|  | Öppen myrmark (1,8 %) |

|  | Jordbruksmark (13,0 %) |

|  | Övrig mark (6,8 %) |

|  | Bebyggelse (3,1 %) |

|  | Skog (68,0 %) |

|  | Öppen myrmark (7,2 %) |

|  | Jordbruksmark (7,4 %) |

|  | Övrig mark (14,3 %) |

### Naturskydd
Det finns ett 30-tal naturreservat i Östhammars kommun som inkluderar skärgårdsmiljö, skogar och myrmarker. Upplandsleden och Vikingaleden går genom reservatet Aspbo som består av glesa skogar som en gång varit betesmark. I reservatet Andersby ängsbackar finns ett kulturlandskap som gestaltar 1800-talets bondesverige och i Dansarberg växlar landskapet mellan  frodiga kalkbarrskogar, sumpskogar, hällmarker och åkermarker.

### Administrativ indelning

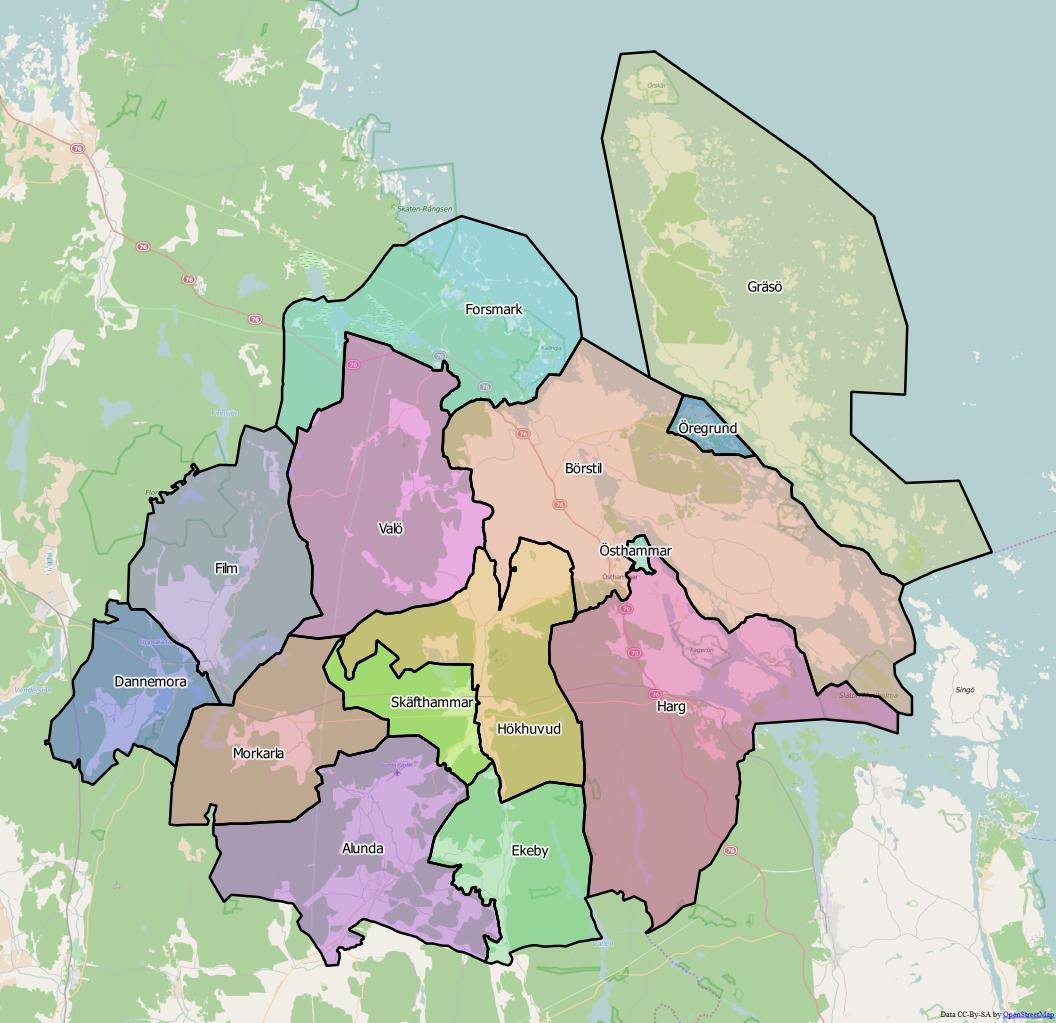
Distrikt inom Östhammars kommun

Fram till 2016 var kommunen för befolkningsrapportering indelad i sex församlingar – Alunda, Dannemorabygden, Ekeby, Frösåker, Skäfthammar-Hökhuvud och Öregrund-Gräsö.
Sedan 2016 indelas kommunen istället in i följande distrikt:

- Alunda
- Börstil
- Dannemora
- Ekeby
- Film
- Forsmark
- Gräsö
- Harg
- Hökhuvud
- Morkarla
- Skäfthammar
- Valö
- Öregrund
- Östhammar

### Tätorter
Vid Statistiska centralbyråns tätortsavgränsning den 31 december 2015 fanns det nio tätorter i Östhammars kommun. 
| Nr | Tätort        | Folkmängd |
| -- | ------------- | --------- |
| 1  | Östhammar     | 4 726     |
| 2  | Gimo          | 2 698     |
| 3  | Alunda        | 2 506     |
| 4  | Österbybruk   | 2 331     |
| 5  | Öregrund      | 1 589     |
| 6  | Hargshamn     | 289       |
| 7  | Dannemora     | 214       |
| 8  | Skoby, del av | 146       |

Centralorten är i fet stil

Tätorten Skoby var delad på två kommuner: Östhammars kommun (146 personer) och Uppsala kommun (84 personer).

## Styre och politik

### Styre
I valet 2006 blev fördelningen jämn över blocken och då Sverigedemokraterna saknade kandidat blev denna stol tom och ett dödläge mellan blocken uppstod. Efter valet år 2010 bildade Socialdemokraterna tillsammans med Centerpartiet en majoritet, vilka fortsatte styra tillsammans efter valet 2014. Under mandatperioden 2018 till 2022 styrdes kommunen av en blocköverskridande majoritet bestående av Socialdemokraterna, Centerpartiet och Vänsterpartiet i syfte att inte ge Sverigedemokraterna inflytande. 
Efter valet 2022 styrs kommunen av Sverigedemokraterna, Moderaterna, Kristdemokraterna och Borgerligt Alternativ.

### Kommunfullmäktige

#### Presidium
| Presidium 2022–2026    | Presidium 2022–2026 | Presidium 2022–2026 |
| ---------------------- | ------------------- | ------------------- |
| Ordförande             | M                   | Lennart Owenius     |
| Förste vice ordförande | KD                  | Maria Nyström       |
| Andre vice ordförande  | S                   | Jonas Lennström     |

#### Lista över kommunfullmäktiges ordförande
| Namn och parti | Namn och parti   | Period    |
| -------------- | ---------------- | --------- |
| M              | Kurt Angéus      | 1994–1998 |
| S              | Gunnar Lindberg  | 1998–2006 |
| M              | Reinhold Delwall | 2006–2010 |
| S              | Örjan Mattsson   | 2010–2013 |
|                | Okänt            | 2013–2022 |
| S              | Roger Lamell     | 2018–2022 |
| M              | Lennart Owenius  | 2022–     |

#### Mandatfördelning 1970–2022
|  | 17 |  | 13 | 4 | 4 |

| 33 | 7 |

| 2 | 22 | 16 | 3 |  | 5 |

| 40 | 9 |

| 2 | 23 | 15 | 3 |  | 5 |

| 37 | 12 |

| 2 | 24 | 13 | 3 |  | 6 |

| 34 | 15 |

| 2 | 23 | 2 | 12 | 2 |  | 7 |

| 32 | 17 |

| 2 | 24 | 2 | 9 | 4 |  | 7 |

| 36 | 13 |

| 2 | 23 | 2 | 10 | 4 |  | 7 |

| 31 | 18 |

|  | 21 |  | 2 | 10 | 4 |  | 9 |

| 31 | 18 |

| 2 | 25 | 2 |  | 9 | 2 | 8 |

| 26 | 23 |

| 4 | 22 | 2 | 8 | 2 | 2 | 9 |

| 29 | 20 |

| 2 | 21 | 2 | 2 | 9 | 3 | 2 | 8 |

| 27 | 22 |

| 2 | 18 | 2 | 2 |  | 2 | 9 | 2 | 2 | 9 |

| 25 |  | 23 |

| 2 | 19 | 2 | 2 | 2 | 9 | 2 |  | 10 |

| 26 | 23 |

| 2 | 20 | 2 | 5 |  | 2 | 8 |  |  | 7 |

| 27 | 22 |

| 2 | 16 |  | 8 | 3 | 7 | 2 | 3 | 7 |

| 27 | 22 |

| 2 | 15 | 9 | 3 | 4 |  | 5 | 10 |

| 27 | 22 |

### Nämnder

#### Kommunstyrelse
| Presidium 2022–2026    | Presidium 2022–2026 | Presidium 2022–2026 |
| ---------------------- | ------------------- | ------------------- |
| Ordförande             | M                   | Fabian Sjöberg      |
| Förste vice ordförande | SD                  | Ylva Lundin         |
| Andre vice ordförande  | S                   | Lisa Norén          |

Totalt har kommunstyrelsen elva ledamöter, varav Socialdemokraterna har tre, Moderaterna och Sverigedemokraterna har två vardera medan Lokalpartiet Boa, Kristdemokraterna, Centerpartiet och Vänsterpartiet har en ledamot vardera.

#### Lista över kommunstyrelsens ordförande
| Namn och parti | Namn och parti           | Period    |
| -------------- | ------------------------ | --------- |
| S              | Birger Norén             | 1994–2002 |
| S              | Margareta Widén Berggren | 2002–2006 |
| C              | Jacob Spangenberg        | 2006–2022 |
| M              | Fabian Sjöberg           | 2022–     |

#### Övriga nämnder
| Nämnd                        | Ordförande | Ordförande                | Vice ordförande | Vice ordförande     | Andre vice ordförande | Andre vice ordförande |
| ---------------------------- | ---------- | ------------------------- | --------------- | ------------------- | --------------------- | --------------------- |
| Barn- och utbildningsnämnden | M          | Christina Williamsson Liw | KD              | Ingrid Ragnar       | C                     | Josefine Nilsson      |
| Bygg- och miljönämnden       | BOA        | Lars O. Holmgren          | M               | Stefan Hansson      | S                     | Roger Jansson         |
| Kultur- och fritidsnämnden   | M          | Jan Holmberg              | KD              | Maria Nyström       | S                     | Tomas Benediksen      |
| Lokala Säkerhetsnämnden      | M          | Lennart Owenius           | S               | Jonas Lennström     |                       |                       |
| Vård- och omsorgsnämnden     | KD         | Sabina Ståhl              | M               | Anna-Lena Söderblom | S                     | Ann-Charlotte Grehn   |
| Individ- och familjenämnden  | M          | Jessica Kumlin            | M               | Anna-Lena Söderblom | S                     | Ann-Charlotte Grehn   |
| Krisledningsnämnden          | M          | Fabian Sjöberg            | SD              | Ylva Lundin         | S                     | Lisa Norén            |
| Valnämnden                   | KD         | Ingrid Ragnar             | M               | Lennart Owenius     | S                     | Mika Muhonen          |

## Ekonomi och infrastruktur

### Näringsliv

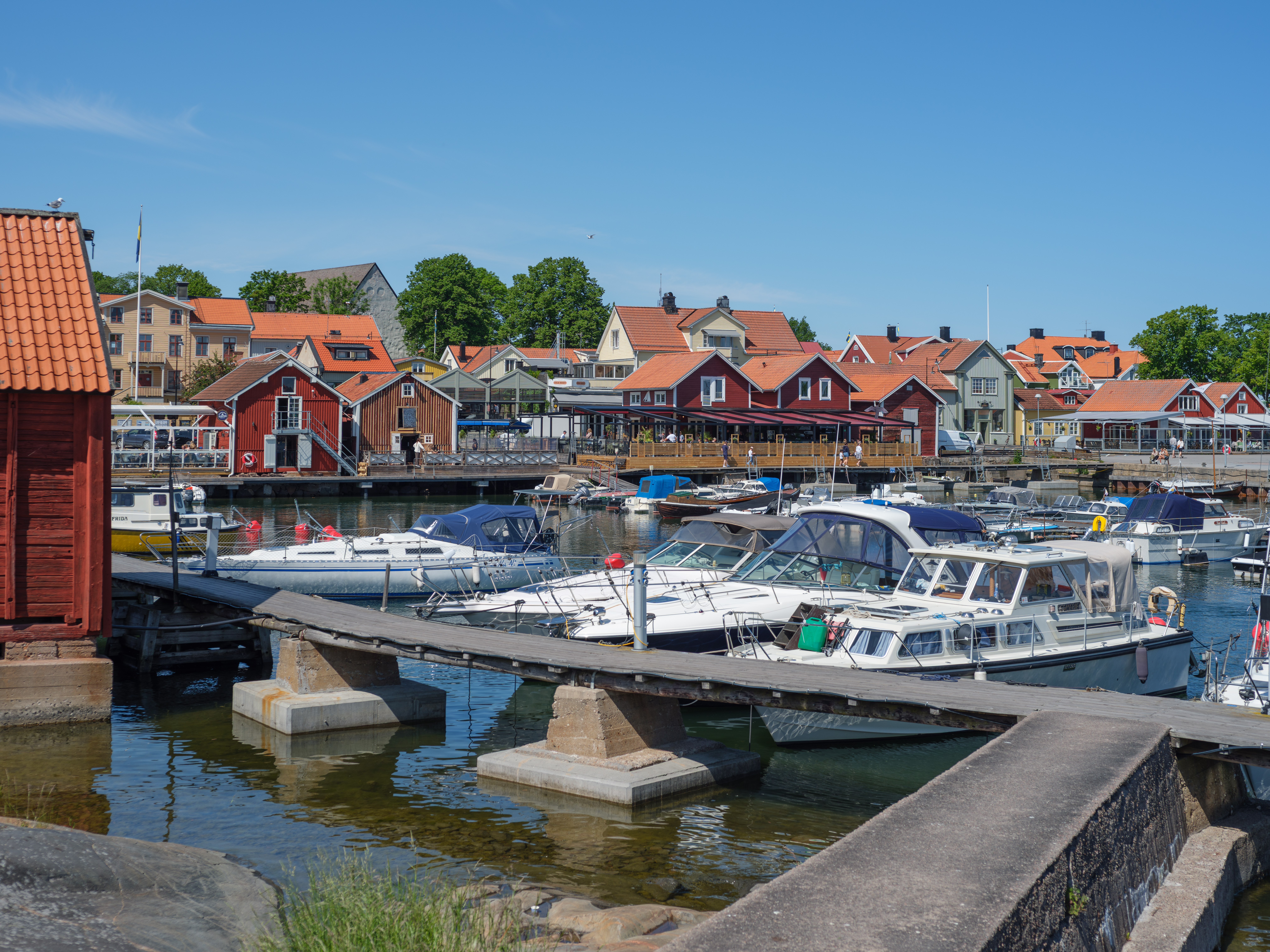
Hamnen i Öregrund.

Näringslivet i Östhammars kommun har historiskt haft tre utgångspunkter. Den första är kustområdet i öster med fisket och sjöfarten, som därigenom utvecklat handels- och sjöfartsstäder. Den andra är den norduppländska järnhanteringen som redan på 1400-talet började utvecklas med malmen i Dannemora som bas. Den tredje är jordbruket som i större skala förekommer i Alunda- och Hökhuvudstrakten.
Idag bär näringslivet fortfarande spår av historien med jordbruk och metallindustri, men sjöfart och fiske har till stor del ersatts med turism och handel. Sveriges Kommuner och Landsting definierar kommunen som tillhörande kommungruppen "turism- och besöksnäringskommuner". Det beror på att antalet fritidshus i kommunen överstiger 0,20 per invånare.

#### Industri
Bland större företag märks Forsmarks Kraftgrupp, som driver kärnkraftsanläggningen i Forsmark, och Sandvik Coromant i Gimo. Sandvik Coromant är Uppsala läns största privata arbetsplats med 1500 anställda.

#### Energi och råvaror
Den 3 juni 2009 togs beslutet av Svensk Kärnbränslehantering att man förordar Forsmark i Östhammars kommun som ort för slutförvar av det uttjänta kärnbränsle som blivit över efter de svenska kärnreaktorerna. Slutförvaret är ett av de största industriprojekten i Sverige på senare år och beräknas ge 500-700 personer jobb under byggtiden. Fortfarande (2018) återstår dock flera steg innan bygget kan starta. 

### Infrastruktur

#### Transporter
Följande större vägar går genom kommunen:
- Väg 76 mellan Gävle och Norrtälje i nord-västlig riktning.
- Väg 288 mellan Uppsala och Östhammar i nord-östlig riktning.
- Väg 292 mellan Söderfors och Hargshamn i väst-östlig riktning.

Kommunen har inga järnvägsstationer och ingen persontrafik på järnväg. Järnvägslinjen Örbyhus-Hallstavik går igenom kommunen i samma stråk som väg 292. Järnvägen är enkelspårig, oelektrifierad och trafikeras endast av godståg. 
Östhammar har bussar till flera platser utanför kommunen, bland annat Uppsala, Tierp och Hallstavik. Bussarna körs av UL.

## Befolkning

### Demografi

#### Befolkningsutveckling
Kommunen har 22 164 invånare (31 mars 2025), vilket placerar den på 118:e plats avseende folkmängd bland Sveriges kommuner.
| Befolkningsutvecklingen i Östhammars kommun 1970–2020 | Befolkningsutvecklingen i Östhammars kommun 1970–2020 | Befolkningsutvecklingen i Östhammars kommun 1970–2020 | Befolkningsutvecklingen i Östhammars kommun 1970–2020 | Befolkningsutvecklingen i Östhammars kommun 1970–2020 |
| ----------------------------------------------------- | ----------------------------------------------------- | ----------------------------------------------------- | ----------------------------------------------------- | ----------------------------------------------------- |
|                                                       |                                                       |                                                       |                                                       |                                                       |
| År                                                    |                                                       |                                                       | Folkmängd                                             |                                                       |
| 1970                                                  | 1970                                                  |                                                       | 18 567                                                |                                                       |
| 1975                                                  | 1975                                                  |                                                       | 19 234                                                |                                                       |
| 1980                                                  | 1980                                                  |                                                       | 21 028                                                |                                                       |
| 1985                                                  | 1985                                                  |                                                       | 21 148                                                |                                                       |
| 1990                                                  | 1990                                                  |                                                       | 21 941                                                |                                                       |
| 1995                                                  | 1995                                                  |                                                       | 22 366                                                |                                                       |
| 2000                                                  | 2000                                                  |                                                       | 21 733                                                |                                                       |
| 2005                                                  | 2005                                                  |                                                       | 21 608                                                |                                                       |
| 2010                                                  | 2010                                                  |                                                       | 21 373                                                |                                                       |
| 2015                                                  | 2015                                                  |                                                       | 21 563                                                |                                                       |
| 2020                                                  | 2020                                                  |                                                       | 22 251                                                |                                                       |

## Kultur

### Kulturarv
Det finns flera tusen fornlämningar I kommunen. I till exempel ett villaområde i Gimo finns tre gårdstomter som klassats som fornminnen. På Gräsö finns allt från Gistgårdar till lämningar från livsmedelsindustrin och hamnanläggningar.

### Kommunvapen
Blasonering: I fält av guld ett tremastat svart skepp med seglet beslaget på mellersta masten samt däröver en röd ginstam, belagd med tre järnmärken av guld.
Vapnet skapades sedan kommunbildningen hade blivit färdig 1974. Skeppet togs från Öregrunds stadsvapen från 1948. Järnmärkena syftar på den järnhantering som förekommit i Dannemora. Vapnet registrerades hos PRV 1979.
Under perioden 1971 till 1973 använde kommunen sig av Östhammars stadsvapen: I fält av silver ett fisknät, täckande övre hälften, och därunder en fisk, båda gröna.

## Galleri

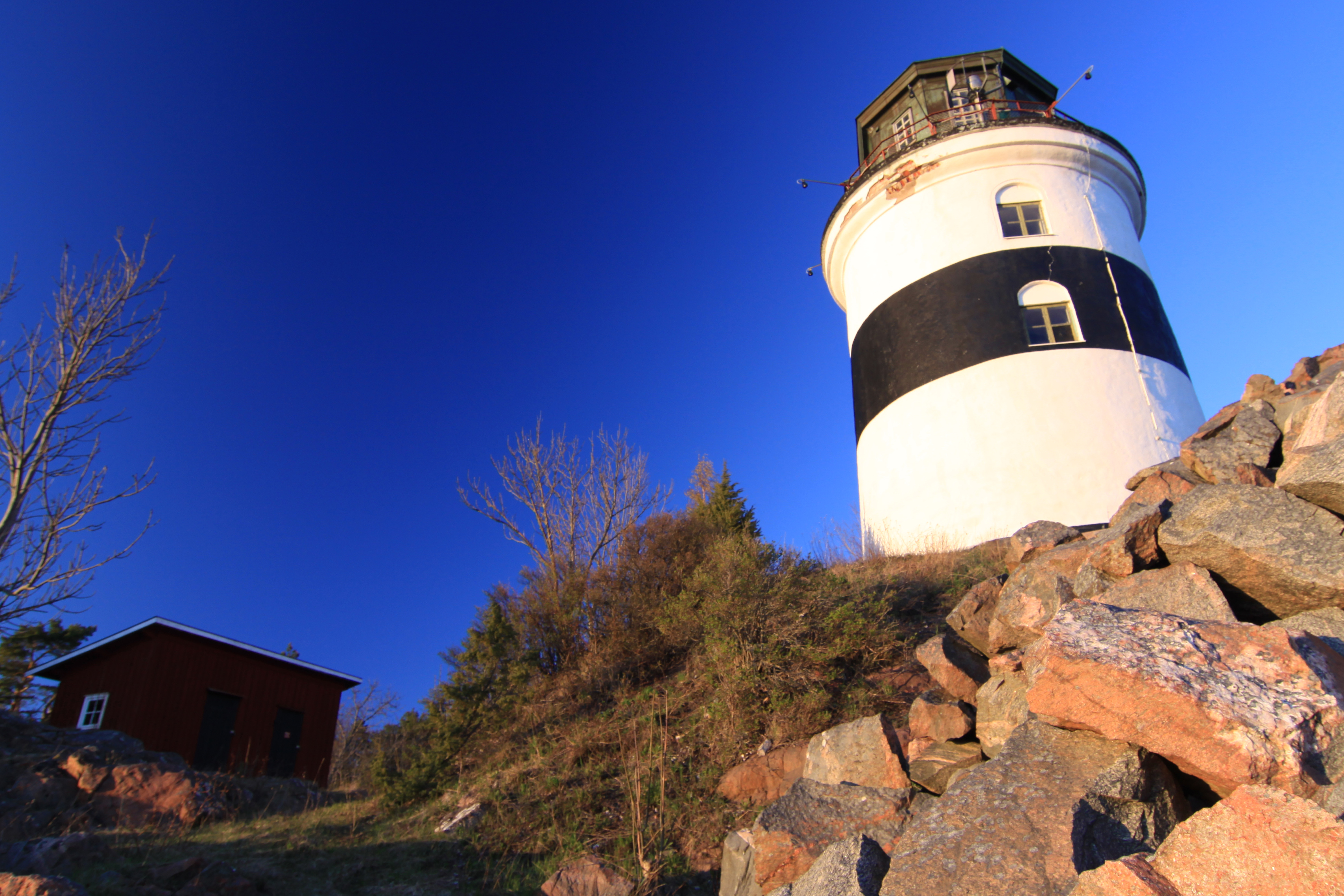
Djurstens fyr
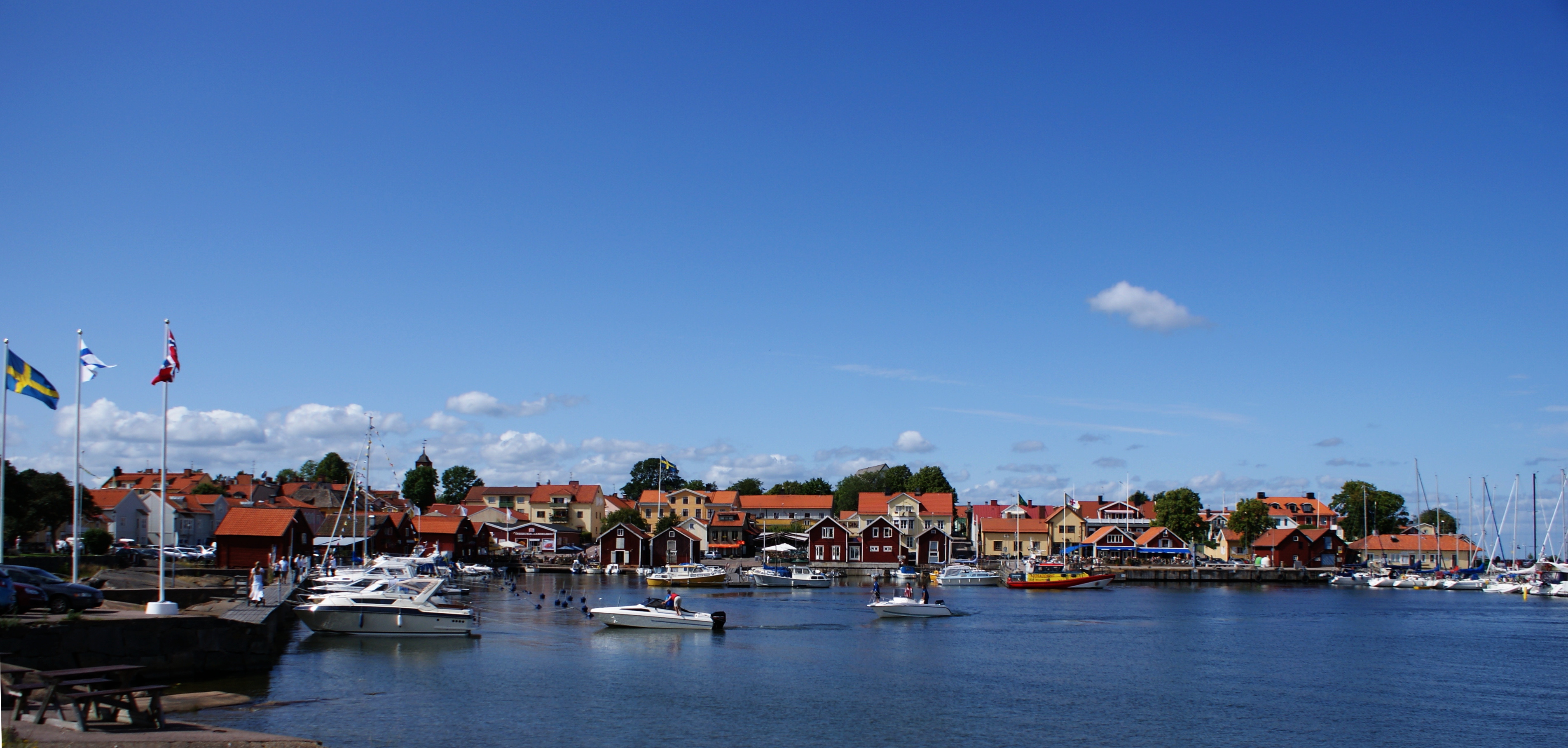
Öregrunds hamn
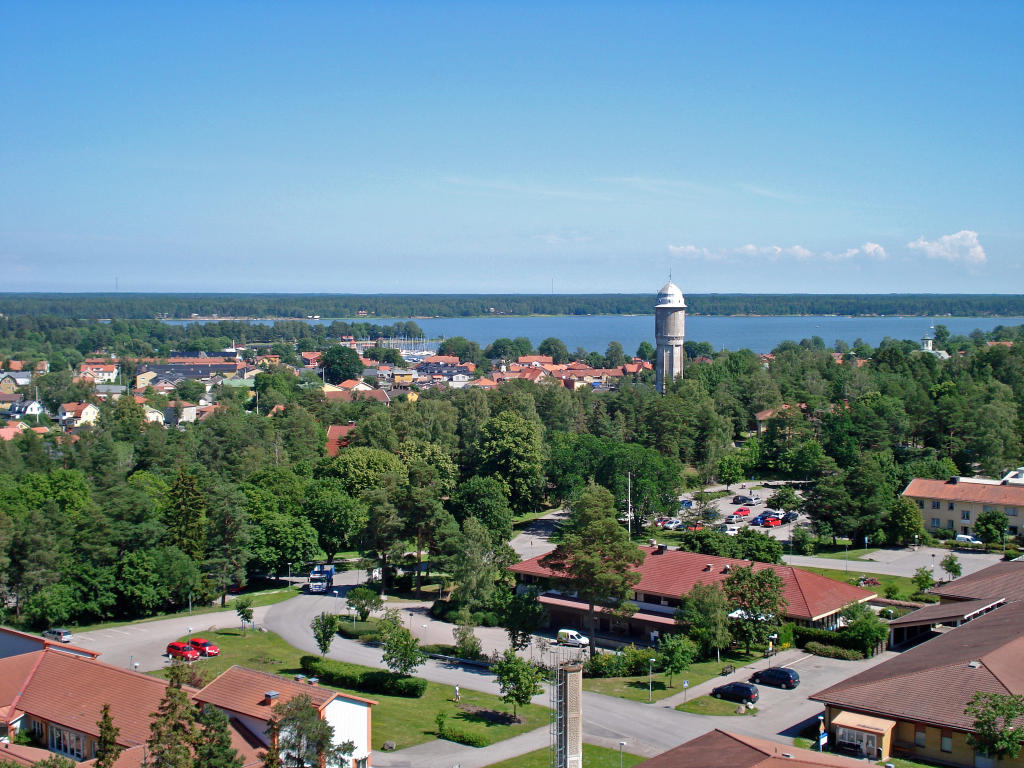
Östhammar
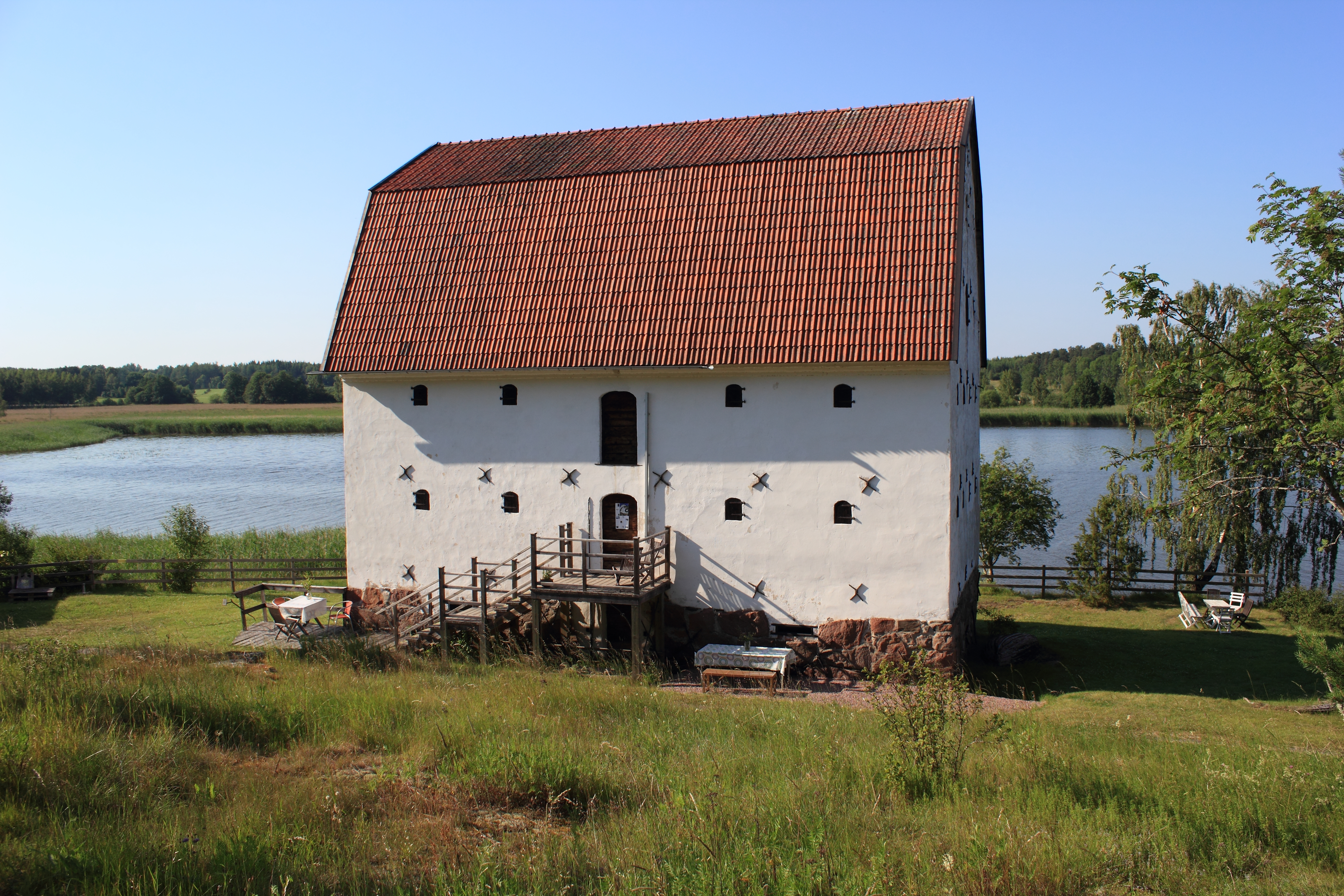
Järnboden i Harg
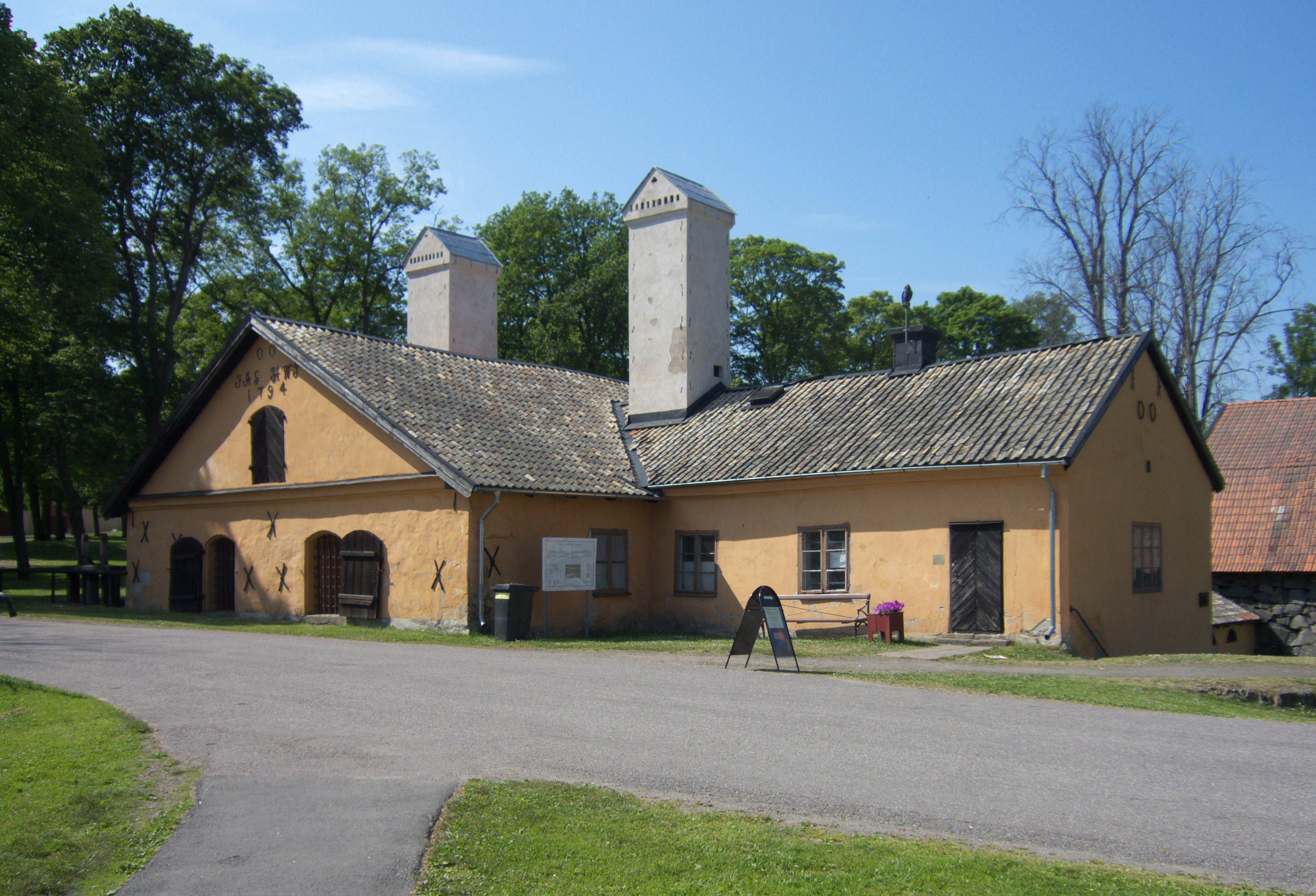
Vallonsmedjan i Österbybruk
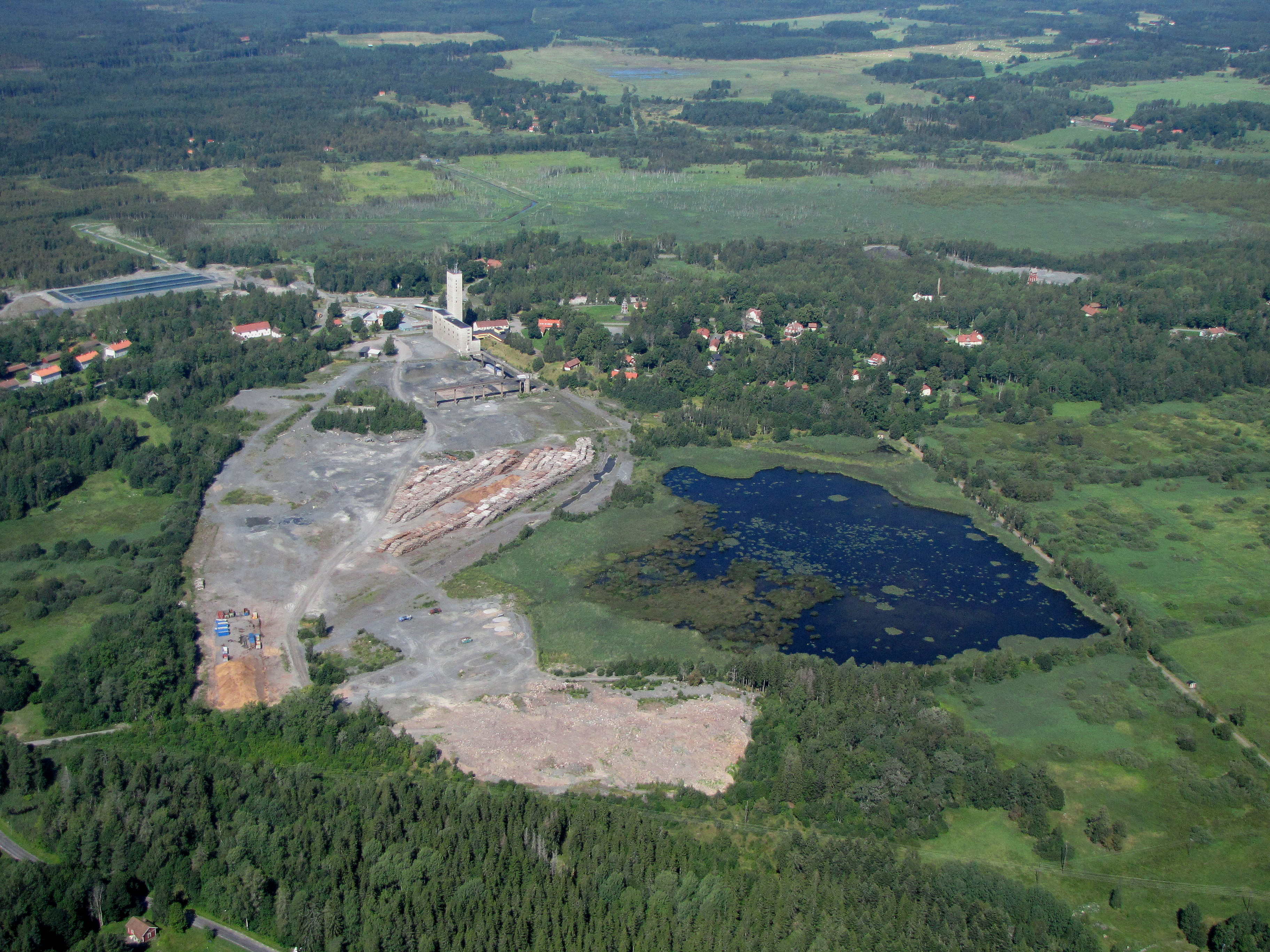
Dannemora gruvor